# Бежура, Джоан Фейби Роннеевна
Джоан Фейби Роннеевна Бежура (укр. Джоан Фейбі Роннієвна Бежура; род. 22 октября 1991, Киев) — украинская фехтовальщица, специализирующаяся в шпаге. Мастер спорта Украины международного класса. Участница Олимпийских игр 2024 года.

## Биография
Мать — украинка, отец родом из Уганды. С отцом Бежура не общалась, поскольку он не жил с семьёй. Окончила Национальный университет физического воспитания и спорта Украины.
Фехтованием начала заниматься в 14 лет. На соревнованиях представляет Вооружённые силы Украины и Киевскую городскую школу высшего спортивного мастерства. Тренируется под руководством М. А. Подольского.
Дебют на крупных международных турнирах состоялся в 2013 году — на чемпионате мира в Будапеште и чемпионате Европы в Загребе. Впоследствии выступала на пяти чемпионатах мира (2014, 2017, 2018, 2019, 2023) и шести чемпионатах Европы (2014, 2017, 2018, 2019, 2024, 2025).
Первую медаль на чемпионате Украины завоевала в 2014 году. В 2015 году представляла Украину на Универсиаде в Южной Корее. Неоднократно принимала участие в этапах Кубка мира; наивысшим достижением стала победа в командной шпаге на этапе в китайском Сучжоу в 2016 году.
В 2019 году в составе сборной серебро и бронзу в командных соревнованиях на Всемирных военных играх в Ухане.
Победительница Европейских игр 2023 года в Кракове, где в финале победила польскую шпажисту Мартину Сватовски-Веглярчик.
Участница Олимпийских игр 2024 года в Париже. В 1/16 финала уступила француженке Орьян Малло, которая в итоге завоевала серебряную медаль турнира.
В январе 2025 года завоевала свою первую медаль на этапе серии Гран-при — бронзу в Дохе. За это достижение была признана лучшей спортсменкой месяца по версии НОК Украины.
Муж — Дмитрий, работает в сфере IT. Сын — Леон.

## Достижения
Чемпионат Украины:
- 2013 — золото (шпага)[5]
- 2014 — серебро (командная шпага)[10]
- 2019 — золото (шпага)[11]
- 2025 — серебро (командная шпага)

Европейские игры:
- 2023 — золота (шпага)[4]

Всемирные военные игры:
- 2019 — серебро (командная шпага), бронза (командная сабля)[6]

## Награды
- Орден княгини Ольги III степени (7 сентября 2023)[12]

## Рейтинг
Юниоры:
- 2007/08 — 278
- 2008/09 — 266
- 2009/10 — 55
- 2010/11 — 37

Взрослые:
- 2009/10 — 628
- 2012/13 — 134
- 2013/14 — 51
- 2014/15 — 250
- 2015/16 — 89
- 2016/17 — 16
- 2017/18 — 34
- 2018/19 — 56
- 2019/20 — 54
- 2020/21 — 79
- 2021/22 — 227
- 2022/23 — 56
- 2023/24 — 35
- 2024/25 — 24